# Innan natten kommer
Innan natten kommer är en kvällspsalm med text av Jonas Jonson, skriven 1978 och något bearbetad 1982. Psalmen är tonsatt av Per Harling 1981. Den är avsedd för gitarrackompanjemang och kom till speciellt för Stiftsgården i Rättvik.
Text och musik är upphovsrättsligt skyddade.

## Publicerad som
- Nr 49 i Cantarellen 1984
- Nr 510 i Den svenska psalmboken 1986 under rubriken "Kväll".
- Nr 549 i Psalmer och Sånger 1987 under rubriken "Dagens och årets tider - Kväll".[1]
- Nr 929 i Sång i Guds värld Tillägg till Svensk psalmbok för den evangelisk-lutherska kyrkan i Finland 2015 under rubriken "Tider och stunder"
- Hela familjens psalmbok 2013 som nummer 16 under rubriken "Dagen och natten".[2]